# Garthius
Garthius chaseni, vulgarmente conhecida como víbora-de-fossetas-de-montanha-de-chasen, víbora-arborícola-de-chasen, ou víbora-de-fossetas-castanha-de-Kinabalu, é uma espécie de víbora-de-fossetas peçonhenta da família Viperidae. Trata-se de uma espécie endémica da ilha de Bornéu na Malásia. Actualmente não se reconhecem subespécies. É monotípica no género Garthius.

## Etimologia
O nome genérico, Garthius, é uma homenagem ao herpetólgo britânico Garth Underwood.
O epíteto específico, chaseni, é uma homenagem a Frederick Nutter Chasen, quem em 1931 fora curador do Raffles Museum, em Singapura.

## Descrição
G. chaseni tem aparência pesada, e pode atingir os 65 cm de comprimento entre a ponta do focinho e parte posterior da cloaca. Dorsalmente, apresenta uma cor de fundo castanha a castanho-avermelhada, sobreposta por bandas cruzadas castanho-escuras, descontínuas e alternadas na parte frontal do corpo, tornando-se regulares na parte posterior. Ventralmente é amarela e cinzenta. Apresenta duas filas de pequenas escamas entre as supralabiais e o olho.
A escamação inclui: 19,17 ou 15 filas de escamas dorsais a meio do corpo; 130 a 143 escamas ventrais; 20 a 30 escamas subcaudais emparelhadas e 6 escamas supralabiais. 

## Distribuição geográfica
G. chaseni só pode ser encontrada na ilha de Bornéu, no norte de Sabá (Malásia) na região do Monte Kinabalu. A localidade-tipo indicada é "Kiau" (no sopé do Monte Kinabalu) a uma altitude de 915 metros. A zona de distribuição encontra-se no interior dos parques nacionais Crocker Range e Kinabalu.

## Habitat
G. chaseni é encontrada em bosques de contrafortes montanhosos, vivendo entre os detritos folhosos no chão das florestas em altitudes entre os 915 e os 1550 metros.

## Comportamento
G. chaseni é terrestre e principalmente nocturna.

## Reprodução
G. chaseni é vivípara.